# R-256 (Rusland)

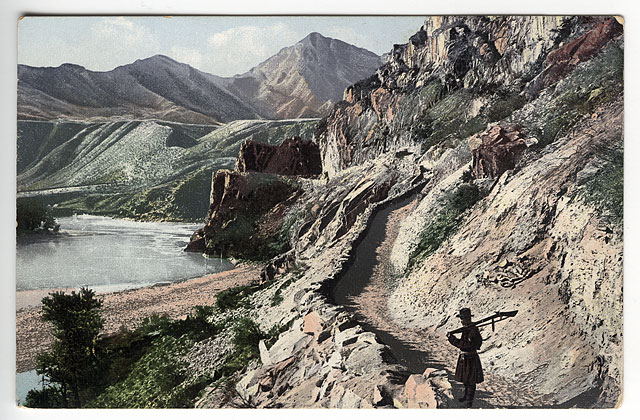
Het Tsjoejatrakt op de hellingen van de Boma Kyngrar
boven de instroom van de Maly Jeloman in de Katoen
(Foto:Sergej Borisov, jaren 10 van de 20e eeuw)

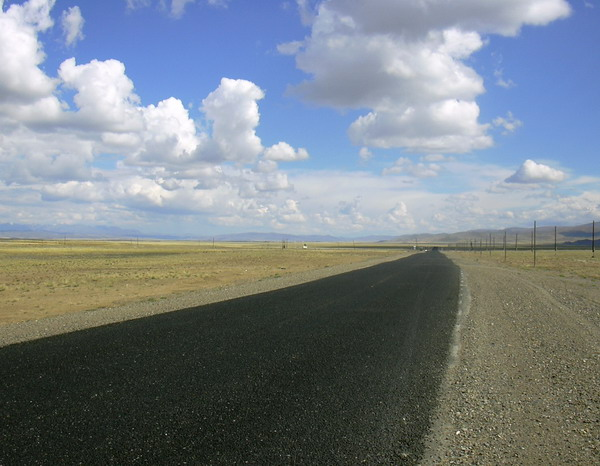
De R-256 op de Tsjoejasteppe in het district Kosj-Agatsjski van de autonome deelrepubliek Altaj

De R-256 of het Tsjoejatrakt (Russisch:Р-256 Чуйский тракт) is een regionale weg in Rusland, die loopt van Novosibirsk via Biejsk en Tasjanta naar de grens met Mongolië. Tot 2011 heette de weg M-52. De weg heeft onder andere aftakkingen naar de steden Barnaoel en Gorno-Altajsk en vormt de belangrijkste transportverbinding door de Altaj gebergte en vormt tevens een van de wegverbindingen tussen Moskou en Vladivostok. De weg is vernoemd naar de rivier de Tsjoeja. De naam Tsjoejatrakt wordt meestal alleen gebruikt voor het tracé tussen Biejsk en Tasjanta (626 kilometer).

## Geschiedenis
Vanaf 1756 was de Zuidelijke Altaj onderdeel van het Russische Rijk en begonnen Russische kolonisten zich er te vestigen, waarop de vraag naar een goede verbinding door het gebied toenam. Er was voor de aanleg van de weg alleen een bergpad, waarbij sommige stukken slechts met moeite konden worden afgelegd.
De aanleg van de weg werd voorafgegaan door een planningsfase van de jaren 60 tot de jaren 90 van de 19e eeuw, toen verschillende trajecten werden voorgesteld. In het begin van de jaren 90 van de 19e eeuw werd voorgesteld om de weg te verlengen tot Chabarovsk en Kosj-Agatsj. De bouw begon in de lente van 1901 en halverwege 1903 was de weg voltooid als een weg voor vervoer met paarden. De weg liep toen van Ongoedaja naar Kosj-Agatsj. De kosten van de aanleg waren 80.000 roebel, oftewel 160 roebels per aangelegde werst en vele bewoners uit de omtrek werkten eraan mee. Aan de weg waren een aantal gasthuizen gebouwd, waar de paarden konden worden verwisseld en reizigers onderdak konden vinden.
Het onderhoud van de weg was echter niet geregeld en al snel verviel de weg. In 1914 was de staat van de weg bijna te vergelijken met de situatie van voor de aanleg. In hetzelfde jaar werd begonnen met de herstelwerkzaamheden, maar door de Russische Revolutie en de Russische Burgeroorlog werd het werk lange tijd stilgelegd en pas in 1922 begonnen de werkzaamheden weer. Het traject werd om kosten te besparen op een aantal punten aangepast. De werklieden bestonden nu uit Siberische koelakken, waarvoor concentratiekampen werden gebouwd om de 15 tot 20 kilometer. Onder soms zeer zware werk- en weersomstandigheden werkten duizenden mannen en vrouwen aan de weg. In 1934 werd door de gevangenen de grootste pontonbrug van de Sovjet-Unie gebouwd. In de zomer van dat jaar vond de eerste tocht met auto's over de weg plaats. In 1935 werd een houten brug over de Bieja en nog twee andere bruggen voltooid. In 1934 werd ook de eerste tweekabelige hangbrug ter wereld gebouwd over de Katoen. De nieuwe Tsjoejatrakt werd op 1 januari in werking gesteld en liep toen vanaf Biejsk naar Tasjanta. In latere jaren werd de weg gemoderniseerd en kreeg deze ijzeren bruggen.

## Traject
De trakt begint officieel op een brug over de rivier de Bieja in de stad Biejsk en loopt vandaar 77 kilometer door de kraj Altaj en 540 kilometer door de autonome deelrepubliek altaj. Van het traject loopt 147 kilometer langs de rivier de Katoen, om na de plaats Oest-Sema deze rivier over te steken en van de rivier af te gaan. Na 357 kilometer steekt de weg de Katoen opnieuw over in het dorpje Inja en volgt vervolgens bijna het gehele resterende deel langs de rivier de Tsjoeja; eerst op de rechteroever en na 547 kilometer op de linkeroever.
| Km                 | Plaats                                     |
| oblast Novosibirsk |                                            |
| 0                  | Novosibirsk                                |
| 37                 | Berdsk                                     |
| 52                 | Irkitim                                    |
| 99                 | Tsjerepanovo                               |
| kraj Altaj         |                                            |
| 151                | Talmenka                                   |
| 217                | Novoaltajsk (afslag naar Barnaoel - 12 km) |
| 290                | Trotskoje                                  |
| 327                | Boelanicha                                 |
| 364                | Biejsk                                     |
| 419                | Bistrjanka                                 |

| Km                   | Plaats                                   |
| Republiek Altaj      |                                          |
| 453                  | Majma (afslag naar Gorno-Altajsk - 5 km) |
| 511                  | Oest-Sema                                |
| 530                  | Tsjerga                                  |
| 564                  | Sjebalino                                |
| Semapas (1894 meter) |                                          |
| 629                  | Toejekta                                 |
| 652                  | Ongoedaj                                 |
| 722                  | Inja                                     |
| 803                  | Tsjibit                                  |
| 911                  | Kosj-Agatsj                              |
| 961                  | Tasjanta                                 |